# Спенсер, Гален
Гален Картер Спенсер (англ. Galen Carter Spencer; 19 сентября 1840, Нью-Йорк, Нью-Йорк — 19 октября 1904, Гринуич) — американский стрелок из лука, чемпион летних Олимпийских игр 1904.
На Играх 1904 в Сент-Луисе Спенсер участвовал в двух мужских дисциплинах. Он занял первое место в командном соревновании и выиграл золотую медаль. Также он стал 13-м в двойном американском круге.